# 国際連合総会議長
国際連合総会議長（こくさいれんごうそうかいぎちょう、英: President of the 
United Nations General Assembly、仏: Président de l'Assemblée générale des Nations unies）は、国際連合総会の代表である。
国連総会の投票によって、加盟国から毎年6月ごろに選出される。国連総会議長、あるいは単に総会議長と略して呼ばれることも多い。

## 選考

総会議長を輩出した国を緑で示した地図

地域の偏りを防ぐため、5つの地域グループ（アフリカグループ、アジア太平洋グループ、西ヨーロッパ・その他グループ、ラテンアメリカ・カリブ海グループ、東ヨーロッパグループ）から持ち回りで議長国を選出する。1956年より、同じグループから連続で議長国となった例はない。
国際連合事務総長と同様に、国際連合安全保障理事会常任理事国（通称: P5）の出身者から議長が選ばれたことはない。その他、列強・大国とされる国からも選出が避けられる傾向がある。例外としては大国とされ常任理事国入りを主張しているブラジルとインドから議長が選ばれたことがあるが、これはいずれも国際連合総会が始まって間もないころのことである（1947年と1953年）。
議長国を複数回務めた国はこれまでにアルゼンチンのみで、第3回（1948年）と第43回（1988年）の2度務めている。
女性が議長を務めたことはこれまでに3度のみである。1953年、インドのヴィジャヤ・ラクシュミ・パンディットが初の女性議長となった。

## 歴代議長
| 選出年 | 画像 | 国連総会議長                               | 議長国                   | 地域 グループ | 会期                                          |
| ------ | ---- | ------------------------------------------ | ------------------------ | ------------- | --------------------------------------------- |
| 1946   |      | ポール＝アンリ・スパーク                   | ベルギー                 | WES           | 第1回                                         |
| 1947   |      | オズヴァウド・アラニャ                     | ブラジル                 | LAS           | 第1回特別 第2回                               |
| 1948   |      | ホセ・アルセ                               | アルゼンチン             | LAS           | 第2回特別                                     |
| 1948   |      | ハーバート・エバット                       | オーストラリア           | COS           | 第3回                                         |
| 1949   |      | カルロス・P・ロムロ                        | フィリピン               | EAS           | 第4回                                         |
| 1950   |      | ナスラッラー・エンテザーム                 | イラン                   | EAS           | 第5回                                         |
| 1951   |      | ルイス・パディージャ・ネルボ               | メキシコ                 | LAS           | 第6回                                         |
| 1952   |      | レスター・B・ピアソン                      | カナダ                   | COS           | 第7回                                         |
| 1953   |      | ヴィジャヤ・ラクシュミ・パンディット       | インド                   | COS           | 第8回                                         |
| 1954   |      | エールコ・ファン・クレフェンス             | オランダ                 | WES           | 第9回                                         |
| 1955   |      | ホセ・マーサ・フェルナンデス               | チリ                     | LAS           | 第10回                                        |
| 1956   |      | ルデシンド・オルテガ・マソン               | チリ                     | LAS           | 第1回緊急特別 第2回緊急特別                   |
| 1956   |      | ナラーティップポンプラパン                 | タイ                     | EAS           | 第11回                                        |
| 1957   |      | レズリー・マンロー                         | ニュージーランド         | COS           | 第12回 第3回緊急特別                          |
| 1958   |      | チャールズ・マリク                         | レバノン                 | MES           | 第13回                                        |
| 1959   |      | ビクトル・アンドレス・ベラウンデ           | ペルー                   | LAS           | 第14回 第4回緊急特別                          |
| 1960   |      | フレデリック・ボランド                     | アイルランド             | WES           | 第15回 第3回特別                              |
| 1961   |      | モンギ・スリム                             | チュニジア               | MES           | 第16回                                        |
| 1962   |      | ムハンマド・ザファルッラー・カーン         | パキスタン               | COS           | 第17回 第4回特別                              |
| 1963   |      | カルロス・ソーサ・ロドリゲス               | ベネズエラ               | LAS           | 第18回                                        |
| 1964   |      | アレックス・カイゾン＝サッキー             | ガーナ                   | COS           | 第19回                                        |
| 1965   |      | アミントレ・ファンファーニ                 | イタリア                 | WES           | 第20回                                        |
| 1966   |      | アブドゥル・ラフマン・パジワーク           | アフガニスタン王国       | Asia          | 第21回 第5回特別 第5回緊急特別                |
| 1967   |      | コルネリウ・マネスク                       | ルーマニア社会主義共和国 | EEG           | 第22回                                        |
| 1968   |      | エミリオ・アレナレス・カタラン             | グアテマラ               | GRULAC        | 第23回                                        |
| 1969   |      | アンジー・ブロックス                       | リベリア                 | Africa        | 第24回                                        |
| 1970   |      | エドヴァルド・ハンブロ                     | ノルウェー               | WEOG          | 第25回                                        |
| 1971   |      | アダム・マリク                             | インドネシア             | Asia          | 第26回                                        |
| 1972   |      | スタニスワフ・トレプチニスキ               | ポーランド               | EEG           | 第27回                                        |
| 1973   |      | レオポルド・ベニテス                       | エクアドル               | GRULAC        | 第28回 第6回特別                              |
| 1974   |      | アブデルアジズ・ブーテフリカ               | アルジェリア             | Africa        | 第29回 第7回特別                              |
| 1975   |      | ガストン・トルン                           | ルクセンブルク           | WEOG          | 第30回                                        |
| 1976   |      | ハミルトン・シャーリー・アメラシンゲ       | スリランカ               | Asia          | 第31回                                        |
| 1977   |      | ラザル・モイソフ                           | ユーゴスラビア           | EEG           | 第32回 第8回特別 第9回特別 第10回特別         |
| 1978   |      | インダレシオ・リエバノ                     | コロンビア               | GRULAC        | 第33回                                        |
| 1979   |      | サリム・アフメド・サリム                   | タンザニア               | Africa        | 第34回 第6回緊急特別 第7回緊急特別 第11回特別 |
| 1980   |      | リュディガー・フォン・ヴェヒマー           | 西ドイツ                 | WEOG          | 第35回 第8回緊急特別                          |
| 1981   |      | イスマト・T・キタニ                        | イラク                   | Asia          | 第36回 第7回緊急特別 第9回緊急特別 第12回特別 |
| 1982   |      | ホッライ・イムレ                           | ハンガリー               | EEG           | 第37回                                        |
| 1983   |      | ホルヘ・イジュエカ                         | パナマ                   | GRULAC        | 第38回                                        |
| 1984   |      | ポール・J・F・ルサカ                       | ザンビア                 | Africa        | 第39回                                        |
| 1985   |      | ハイメ・デ・ピニエス                       | スペイン                 | WEOG          | 第40回 第13回特別                             |
| 1986   |      | フマユン・ラシード・チョウドリー           | バングラデシュ           | Asia          | 第41回 第14回特別                             |
| 1987   |      | ペーター・フローリン                       | 東ドイツ                 | EEG           | 第42回 第15回特別                             |
| 1988   |      | ダンテ・カプト                             | アルゼンチン             | GRULAC        | 第43回                                        |
| 1989   |      | ジョゼフ・ナンヴェン・ガーバ               | ナイジェリア             | Africa        | 第44回 第16回特別 第17回特別 第18回特別       |
| 1990   |      | グイド・デ・マルコ                         | マルタ                   | WEOG          | 第45回                                        |
| 1991   |      | サミール・シハービー                       | サウジアラビア           | Asia          | 第46回                                        |
| 1992   |      | ストヤン・ガネフ                           | ブルガリア               | EEG           | 第47回                                        |
| 1993   |      | ルディ・インサナリー                       | ガイアナ                 | GRULAC        | 第48回                                        |
| 1994   |      | アマラ・エシー                             | コートジボワール         | Africa        | 第49回                                        |
| 1995   |      | ディオゴ・フレイタス・ド・アマラル         | ポルトガル               | WEOG          | 第50回                                        |
| 1996   |      | ラザリ・イスマイル                         | マレーシア               | Asia          | 第51回 第10回緊急特別 第19回特別              |
| 1997   |      | ヘンナディー・ウドベンコ                   | ウクライナ               | EEG           | 第52回 第10回緊急特別 第20回特別              |
| 1998   |      | ディディエル・オペルッティ                 | ウルグアイ               | GRULAC        | 第53回 第10回緊急特別 第21回特別              |
| 1999   |      | テオ＝ベン・グリラブ                       | ナミビア                 | Africa        | 第54回 第22回特別 第23回特別 第24回特別       |
| 2000   |      | ハッリ・ホルケリ                           | フィンランド             | WEOG          | 第55回 第10回緊急特別 第25回特別 第26回特別   |
| 2001   |      | 韓昇洙                                     | 韓国                     | Asia          | 第56回 第10回緊急特別                         |
| 2002   |      | ヤン・カヴァン                             | チェコ                   | EEG           | 第57回 第10回緊急特別                         |
| 2003   |      | ジュリアン・ハント                         | セントルシア             | GRULAC        | 第58回 第10回緊急特別                         |
| 2004   |      | ジャン・ピン                               | ガボン                   | Africa        | 第59回                                        |
| 2005   |      | ヤン・エリアソン                           | スウェーデン             | WEOG          | 第60回                                        |
| 2006   |      | ハヤ・ラシード・アル＝ハリファ             | バーレーン               | Asia          | 第61回 第10回緊急特別                         |
| 2007   |      | スルジャン・ケリム                         | 北マケドニア             | EEG           | 第62回                                        |
| 2008   |      | ミゲル・デスコト・ブロックマン             | ニカラグア               | GRULAC        | 第63回                                        |
| 2009   |      | アリー・トレキ                             | リビア                   | Africa        | 第64回                                        |
| 2010   |      | ジョゼフ・ダイス                           | スイス                   | WEOG          | 第65回                                        |
| 2011   |      | ナーシル・アル＝ナーセル                   | カタール                 | Asia-Pacific  | 第66回                                        |
| 2012   |      | ヴク・イェレミッチ                         | セルビア                 | EEG           | 第67回                                        |
| 2013   |      | ジョン・ウィリアム・アッシュ               | アンティグア・バーブーダ | GRULAC        | 第68回                                        |
| 2014   |      | サム・クテサ                               | ウガンダ                 | Africa        | 第69回                                        |
| 2015   |      | モーウンス・レカチャフト                   | デンマーク               | WEOG          | 第70回                                        |
| 2016   |      | ピーター・トムソン                         | フィジー                 | Asia-Pacific  | 第71回                                        |
| 2017   |      | ミロスラヴ・ライチャーク                   | スロバキア               | EEG           | 第72回 第10回緊急特別                         |
| 2018   |      | マリア・フェルナンダ・エスピノサ・ガルセス | エクアドル               | GRULAC        | 第73回                                        |
| 2019   |      | ティジャニ・ムハンマド＝バンデ             | ナイジェリア             | Africa        | 第74回                                        |
| 2020   |      | ヴォルカン・ボズクル                       | トルコ                   | WEOG          | 第75回                                        |
| 2021   |      | アブドッラ・シャーヒド                     | モルディブ               | Asia-Pacific  | 第76回 第11回緊急特別                         |
| 2022   |      | チャバ・コロシ                             | ハンガリー               | EEG           | 第77回                                        |
| 2023   |      | デニス・フランシス                         | トリニダード・トバゴ     | GRULAC        | 第78回                                        |
| 2024   |      | フィレモン・ヤン                           | カメルーン               | Africa        | 第79回                                        |

地域グループの凡例:
1966年以前
- COS: コモンウェルス
- EAS: 東ヨーロッパ・アジア
- LAS: ラテンアメリカ
- MES: 中東
- WES: 西ヨーロッパ

1966年以後
- Africa: アフリカグループ
- Asia-Pacific: アジアグループ, 2011年以降はアジア太平洋グループ[3]
- EEG: 東ヨーロッパグループ
- GRULAC: ラテンアメリカとカリブ海グループ
- WEOG: 西ヨーロッパとその他グループ